# Mimacraea laeta
Mimacraea laeta är en fjärilsart som beskrevs av Schultze 1912. Mimacraea laeta ingår i släktet Mimacraea och familjen juvelvingar. Inga underarter finns listade i Catalogue of Life.